# Martin Junas
Martin Junas (* 9. března 1996 Skalica) je slovenský profesionální fotbalový brankář, který chytá za slovenský klub MFK Skalica. Je bývalý slovenský mládežnický reprezentant.
Jeho fotbalovým vzorem je český brankář Petr Čech.

## Klubová kariéra
Svoji fotbalovou kariéru začal v Senici. V roce 2011 byl na testech v anglické Chelsea, kde se potkal se svým fotbalovým vzorem - brankářem Petrem Čechem. 19. 3. 2012 podepsal se Senicí svoji první profesionální smlouvu do konec ročníku 2014/15. Následně byl na testech v italské Neapoli, kde se setkal se svým krajanem Markem Hamšíkem. 21. února 2014 vyhrál anketu o nejlepšího sportovce města roku 2013 v kategorii dorostenci a kolektivní kategorii mladší dorostenci U17. Na Záhorí prošel všemi mládežnickými kategoriemi.

### FK Senica
Před sezonou 2014/15 se propracoval do prvního týmu mužstva, kde kryl společně s Denisem Kubicou záda Michalu Šullovi. V únoru 2015 podepsal s klubem novou dvouletou smlouvu. 25. února 2015 vyhrál za podzim 2014 anketu o nejlepšího sportovce města roku 2014 v kolektivní kategorii U19.

#### Sezóna 2014/15
Ve slovenské nejvyšší soutěži debutoval pod trenérem Eduardem Pagáčem v ligovém utkání 33. kola 30. května 2015 proti FO ŽP Šport Podbrezová (výhra Senice 3:0), když v 89. minutě vystřídal Michala Šullu. Byl to jeho jediný start v ročníku.

## Reprezentace
Martin Junás v minulosti reprezentoval svoji zemi do 17 let, když byl i na Mistrovství světa U17 ve Spojených arabských emirátech. Od roku 2014 je reprezentantem Slovenska do 19 let.